# Epidemiologia reprezentacji
Epidemiologia reprezentacji – koncepcja stworzona przez Dana Sperbera, inspirowana dziedziną epidemiologii. Powstała ona na drodze syntezy antropologii oraz psychologii i jej zadaniem jest badanie dystrybucji reprezentacji oraz ich wpływu na otoczenie. Stanowi opozycję wobec memetyki. Sperber uważał, że człowiek posiada zdolność generowania w umyśle własnych reprezentacji, a nie jedynie, jak głosi memetyka, przechowywania i replikacji memów.
Epidemiologia reprezentacji, zdaniem jej twórcy, ma potencjał wyjaśnienia przyczynowego zachodzenia zjawisk kulturowych. Dystrybucja reprezentacji kulturowych wśród populacji powinna być rozważana w odniesieniu do indywidualnej „ekologii” umysłów oraz odchyleń w transmisji, które naświetla psychologia poznawcza i ewolucyjna.

## Rodzaje reprezentacji
Reprezentacją jest wszystko to, co zostało wytworzone przez narzędzie przetwarzające informacje (np. mechanizmy umysłowe, jednostkę, organizację itd.) w celu przekazania znaczenia lub treści, które mogą zostać przetworzone przez inne narzędzie poznawcze. Reprezentacje funkcjonują w łańcuchu mechanizmów kognitywnych oraz obejmują rozumienie, wiedzę na dany temat oraz zdolności do przekazywania informacji innym osobom. Reprezentacje są danymi wejściowymi i/lub wyjściowymi w procesach poznawczych.
Sperber wyróżnia dwa typy reprezentacji: publiczne oraz mentalne. Reprezentacje publiczne to wszelkie intersubiektywne, intencjonalne komunikaty, zwłaszcza w formie mówionej i pisemnej. W większości są one stałe, mają niezmienną postać. Z kolei reprezentacje mentalne gromadzą się w umyśle jednostki i odpowiadają zarówno za przyjmowanie reprezentacji publicznych, jak i ich wytwarzanie, modyfikowanie i powielanie na drodze interakcji. Dodatkowo Sperber wyróżnia metareprezentacje, których rolą jest interpretacja reprezentacji niezrozumiałych oraz poszerzanie wiedzy i słownika pojęć. 
O tym, czy dana reprezentacja rozprzestrzeni się z łatwością lub też nie zostanie powielona, decyduje organizacja ludzkich zdolności kognitywnych i komunikacyjnych, czyli możliwości umysłowe człowieka. Te reprezentacje, które przekazywane są z pokolenia na pokolenie przez wiele lat, to tradycje, które Sperber przyrównuje do endemii. Z kolei reprezentacje charakteryzujące się błyskawicznym rozpowszechnieniem, lecz krótką żywotnością – czyli różnego rodzaju mody – są odpowiednikiem epidemii.

## Łańcuchy przyczynowe

### CCC
Nie istnieje odizolowany proces kognitywny. Wiele procesów kognitywnych jest ze sobą połączonych w postać kognitywnych łańcuchów przyczynowych – Cognitive Causal Chains (CCC) – które mogą dowolnie się rozgałęziać. CCC przechodzi od odnotowania indywidualnego bodźca do podejmowania jednostkowych działań.
Schemat działania CCC wygląda następująco: aby doszło do replikacji idei, reprezentacja publiczna, umieszczona w pewnym kontekście, musi stać się reprezentacją mentalną, która następnie, poprzez przelanie na papier, wypowiedź ustną lub określone zachowanie, ponownie staje się reprezentacją publiczną gotową do „zainfekowania” kolejnych umysłów. Reprezentacje publiczne i mentalne występują naprzemiennie, lecz powieleniu ulegają wyłącznie te pierwsze. Drugie mają naturę psychologiczną, należą tylko do jednostki i nikt z zewnątrz nie ma do nich dostępu. Niemniej mają one wpływ na kształtowanie łańcuchów przyczynowych, gdyż objawiają się w zachowaniu oraz w jego rezultatach, przez co mogą oddziaływać na innych.

### SCCC
CCC mogą mieć charakter społeczny i tworzyć społeczne kognitywne łańcuchy przyczynowe – SCCC (Social Cognitive Causal Chains). Charakteryzują się one specyficznym przepływem informacji między ludźmi. W SCCC przemianom i przemieszczeniom ulegają także osoby i przedmioty, ponieważ jest to niezbędne dla transportu informacji. SCCC obejmuje procesy zachodzące wewnątrz indywidualnego organizmu, w środowisku, w którym on funkcjonuje oraz w relacjach między nimi.
Wewnątrz organizmu łańcuchy przyczynowe odpowiadają za konstruowanie, utrzymanie oraz wykorzystanie reprezentacji mentalnych. Ogniwa tych łańcuchów obejmują procesy mózgowe, układu nerwowego oraz szereg innych procesów cielesnych. 
W wyniku relacji między organizmem a środowiskiem powstają „wytwory publiczne”, czyli zjawiska efemeryczne, takie jak ruch, oraz przedmioty, w szczególności artefakty, które mogą oddziaływać na innych ludzi. Sperber używa słowa „publiczny” mając na myśli możliwość postrzegania danego obiektu przez osoby z zewnątrz, co nie ma miejsca w przypadku reprezentacji mentalnych. Jednocześnie nie oznacza to, iż jest on dostępny dla wszystkich: szept do ucha jest przykładem wytworu publicznego, lecz ma on ściśle ograniczoną liczbę adresatów. Wytwory publiczne mogą ulegać niekontrolowanym zmianom pod wpływem środowiska, np. rozkładowi czy samodzielnemu rozwojowi (rośliny, zwierzęta). Większość procesów środowiskowych nie ma funkcji poznawczej (poza np. pomiarami warunków pogodowych), przez co nie są ogniwami SCCC, lecz aspektami pomocnymi w ich opisie.

### CCCC
SCCC mają relatywnie krótki żywot – są powoływane przez jednostki połączone wspólnym celem. Jednak niektóre SCCC mają na celu zachowanie między jednostkami reprezentacji mentalnych (na drodze komunikacji) lub form wytworów publicznych (poprzez imitację – osoba obserwuje czyjeś zachowanie i tworzy mentalną reprezentację tego zachowania, aby móc je w przyszłości reprodukować). Odbiorca, chcąc powielić przekazaną mu reprezentację mentalną lub zachowanie, może dokonywać zmian lub produkować nowe reprezentacje publiczne, nawet w sposób nieświadomy lub nieumyślny. Niemniej SCCC o funkcji konserwującej mają tendencję do szerokiego rozprzestrzeniania podobnych reprezentacji mentalnych i wytworów publicznych w społeczeństwie i całej populacji. Wówczas zyskują one charakter kulturowy i stają się one kulturowymi kognitywnymi łańcuchami przyczynowymi – CCCC (Cultural Cognitive Causal Chains).
CCCC różnią się sposobem przekazywania (przez komunikację twarzą w twarz, wykłady, zainscenizowane wydarzenia publiczne, takie jak rytuały itp.), stopniem polegania na wytworzonych przez człowieka artefaktach (książkach, kościołach, Internecie itd.) oraz techniką rozprzestrzeniania się (samoczynnie lub w powiązaniu z innymi CCCC).
SCCC i CCCC tworzą życie społeczne. Artefakty, wydarzenia itd. są społeczne, ponieważ zawierają się w SCCC, oraz są kulturowe, gdyż są formowane i stabilizowane przez CCCC.

## Kultura
Kultura składa się szeroko rozpowszechnianych, powielanych z pokolenia na pokolenie informacji a także przenoszących i wdrażających je reprezentacji mentalnych oraz publicznych {zachowania, artefakty, instytucje}. W skład tych informacji wchodzą: wierzenia, normy oraz umiejętności. Są one dystrybuowane w danej społeczności i wpływają na formowanie się człowieka. Niektóre reprezentacje publiczne przyswajane są z łatwością, inne zaś ulegają uproszczeniu oraz dostosowaniu do możliwości percepcyjnych i umysłowych jednostki, a następnie w tak zmodyfikowanym kształcie powielane. Człowiek nie przyswaja jednak wszystkich spływających do niego reprezentacji, lecz dokonuje ich selekcji. Tworzenie reprezentacji mentalnych ma charakter zarówno konserwujący (zachowywanie struktury lub elementów reprezentacji publicznej), jak i konstruktywny (osoba nie zapamiętuje wszystkich docierających do niej z zewnątrz informacji i dokonuje samodzielnego uzupełnienia luk, wprowadzając pierwiastek kreatywności). 
Na „siły ewolucji kulturowej” składają się zatem: siły losowe (zapominanie i improwizacja), selekcja naturalna (przesiewanie informacji), siły psychologiczne (składają się na nie mechanizmy psychiczne uwarunkowanie genetyczne oraz rozwinięte pod wpływem kultury) i siły ekologiczne (obejmują aspekty środowiska będące rezultatem działań człowieka) . Mimo że treść kulturowa za każdym razem ulega modyfikacjom w umyśle jednostek, nie grozi to utratą stabilności powielanej reprezentacji, gdyż większość z tych wyobrażeń zawiera się w przestrzeni możliwych odchyleń i posiadają pewne podstawowe punkty wspólne.
Sperber uważa, że winno się raczej mówić „o tym, co kulturowe” niż o kulturze, ponieważ kultura jest w większej mierze właściwością, a nie rzeczą . Właściwość ta eksponowana jest przez reprezentacje mentalne oraz praktyki. Badanie tak rozumianej kultury jest możliwe dzięki epidemiologii reprezentacji, skupionej na przepływie informacji między ludźmi na drodze komunikacji poprzez łańcuchy przyczynowe.